# Комсомольский (Варненский район)
Комсомольский — поселок в Варненском районе Челябинской области России. Также ранее назывался "Комсомолка". Входит в состав Катенинского сельского поселения.

## География
Расположен в центральной части района. Расстояние до районного центра села Варна 15 км. Вблизи находится высыхающее и в большей степени заболоченное озеро Чекотай

## История
Поселок основан в 1937 году при одной из ферм совхоза «Варненский». Официально зарегистрирован и назван в 1963 года.

## Население
| 2002 | 2010 |
| ---- | ---- |
| 258  | ↘222 |

(в 1970 — 302, в 1983 — 270, в 1995 — 286)

## Улицы
- Участок Оторвановка,
- улица Мира,
- Степная улица,
- улица Труда,
- Центральная улица.

## Инфраструктура
- ООО «Заречье».